# Johann Daniel Titius
Johann Daniel Titius ou également Johann Daniel Tietz (2 janvier 1729 à Konitz, Prusse royale) – 11 décembre 1796 à Wittemberg en électorat de Saxe) est un astronome allemand et professeur à Wittemberg.
Il formule la loi de Titius-Bode.
L’astéroïde (1998) Titius et le cratère lunaire Titius sont nommés en son honneur.